# Huanglong (Sečuan)
Huanglong (kitajsko 黃龍, pinjin: Huánglóng - Rumeni zmaj) je zaščiteno območje v odročni gorski dolini v južnem delu gorovja Min Šan, ki se nahaja na severu province Sečuan, in sicer blizu mestne občine Songpan. Zajema približno 700 km2 površine. Dolina je znana predvsem po svojih slikovitih in barvitih ribnikih, terasasto razporejenih drug nad drugim, ter številnih slapovih, termalnih vrelcih, zasneženih vrhovih in raznolikem gozdnem ekosistemu, kjer bivajo mnoge ogrožene vrste, kot sta orjaški panda in toponosi nosan oz. zlata opica. UNESCO je dolino razglasil za svetovno naravno dediščino leta 1992.

## Zgodovina in mitološko ozadje
Območje je bilo do 70-ih let 20. stoletja znano praktično samo tamkajšnjim kmetom in kitajski vojski. Šele po uvrstitvi med naravne parke leta 1983 je postalo znano širši javnosti, na občih zemljevidih pa se je pojavila oznaka Huanglong Si, tj. Svetišče rumenega zmaja. Huanglong dandanes privabi tudi več kot 4.500 turistov na dan, povečini Kitajcev.
Zmaj ima v kitajski mitologiji izjemno pomembno mesto, saj so zmaji vodna bitja ter gospodarji oceanov, rek, vodnjakov in oblakov. Tako prinašajo srečo in blagoslov, ko suho deželo namočijo z dežjem, zaradi česar je zmaj že v obdobju dinastije Han postal simbol cesarske oblasti. Rumena barva ima dodaten pomen, saj v azijskem prostoru, predvsem na Kitajskem, predstavlja veselje, slavo, modrost, sožitje in kulturo. Tako je kitajski cesar, t. i. »sin neba«, nekdaj edini nosil rumena oblačila, njegove prestolne dvorane pa so bile prekrite z rumenimi strešniki. Rumeni zmaj je tako simbol združitve kitajske zemlje in vode v vzvišeno blaginjo in veličino.

## Znamenitosti
Na urejeni poti se najprej pojavijo t. i. Ribniki, ki pozdravljajo gosta (迎賓池, pinjin: Yíngbīn chí), ki že nakazujejo raznolike barve, vendar prevladujejo zeleni odtenki. Naslednja točka je Leteči slap (飛瀑流輝, pinjin: Fēi pù liú huī), širok preko 60 m in porasel z debelimi plastmi mahov. Sledita ribnik Ljanjan in Leteči slap na lotosovi plošči (蓮台飛瀑, pinjin: Liántái fēi pù). V ospredju površine, po kateri teče tretji slap, je vidna majhna kraška jama, kjer naj bi se po legendi kopale nesmrtne deklice, device, ki preživijo noč v votlini, pa naj bi se naslednje jutro iz nje vrnile noseče.
Zadnji slap je spodnji rob strme površine z rumenimi usedlinami, dolge okoli 2,5 kilometra in široke 100 m. Razdeljena je na Zlati pesek, ki prekriva vse (金沙鋪地, pinjin: Jīnshā pū dì) ter Glaziran zlati veter (七里金沙, pinjin: Qīlǐ jīnshā). Proti vrhu te površine se odpira razgled na vso dolino do zasneženega vrha Gore snežnega zaklada (雪宝鼎, pinjin: Xuě bǎo dǐng), visoke 5.588 m. Sledijo ribnik Bonsaj (盆景池, pinjin: Pénjǐng chí), kjer zakrneli grmiči v urejenih razmikih spominjajo na miniaturne bonsaje, Zrcalni ribnik (明鏡倒映池, pinjin: Míngjìng dàoyìng chí), Ribnik azalej (娑蘿映彩池, pinjin: Suō luó yìng cǎi chí) in Ribniki, ki tekmujejo v pisanosti (爭豔池, pinjin: Zhēng yàn chí). Pisanost in živa barvitost ribnikov doseže vrh z Ribniki petih barv (五彩池, pinjin: Wǔcǎi chí), kjer je vsaka kotanja druge barve, odtenki pa segajo od žveplene rumene, preko oranžne in zelene do ledene bledo modre barve.

## Geološki mehanizmi izoblikovanja
Edinstvena pokrajina v Huanglongu je posledica kombinacije pomikanja nekdanjega ledenika, podnebnih pogojev, delovanja vode in nalaganja apnenčeve sige ter lehnjaka, ki nastane z odlaganjem apnenca na organskih ostankih. Z več tisočletnimi nanosi sige in lehnjaka so se izoblikovale številne stopnice oz. »zmajeve« luskine, predvsem na že omenjeni strmi površini Zlatega peska in Glaziranega zlatega vetra. Ribniki iz sige so nastali na mestih, kjer je vodo zajezila določena prepreka, npr. padlo drevesno deblo. Vsaka kotanja ribnika ima drugačno podvodno floro, sestavljeno iz bakterij in alg, kar tudi daje različne barvne odtenke.

### Dolina Huanglong
Skupna dolžina travertina v dolini Huanglong je 3,6 km in naj bi bila videti kot ogromen zlati zmaj, ki se vozi po zasneženih gorah doline. Glavne značilnosti so bregovi iz travertina, pisani ribniki in slapovi in jame. Glavnina vode se začne od starodavnega budističnega / benbskega templja na vrhu doline in se konča pri Ribniku dobrodošlice na severu, ki je dolg 2,5 km in širok 30–170 m. Barve voda Huanglonga so rumena, zelena, modra in rjava.
|    | Slikovite točke v dolini Huanglong     | Nadmorska višina | Opis                   |  |
| -- | -------------------------------------- | ---------------- | ---------------------- |  |
| 1  | Ribnik dobrodošlice 迎宾池             | 3230 m           | 350 bazenov            |  |
| 2  | Čudovit leteči slap 飛瀑流輝           | 3245 m           | 14 m visok, 68 m širok |  |
| 3  | Ljanjan ribnik 瀲灩湖                  | 3251 m           | 2000 m2                |  |
| 4  | Leteči slap na ploščadi Lotus 蓮台飛瀑 | 3260 m           | 45 m visok, 19 m širok |  |
| 5  | Pralna jama 洗身洞                     | 3280 m           | 10 m visok 40 m širok  |  |
| 6  | Tlak iz zlatega peska 金沙鋪地         | 3305 m           | 1300 m dolg            |  |
| 7  | Sedem milj zlatega peska 七里金沙      | 3400 m           |                        |  |
| 8  | Bonsaj ribnik 盆景池                   | 3320 m           | 330 bazenov            |  |
| 9  | Ogledalo 明鏡倒映池                    | 3400 m           | 180 bazenov            |  |
| 10 | Ribnik azaleja 娑蘿映彩池              | 3415 m           | 400 bazenov            |  |
| 11 | Plameneči ribnik 爭豔池                | 3414 m           | 658 bazenov            |  |
| 12 | Srednji tempelj v Huanglong 黃龍中寺   | 3470 m           |                        |  |
| 13 | Antični tempelj v Huanglongu 黃龍古寺  | 3568m            |                        |  |
| 14 | Mnogobarvni ribnik 五彩池              | 3576 m           | 693 bazenov            |  |